# 大时钟街

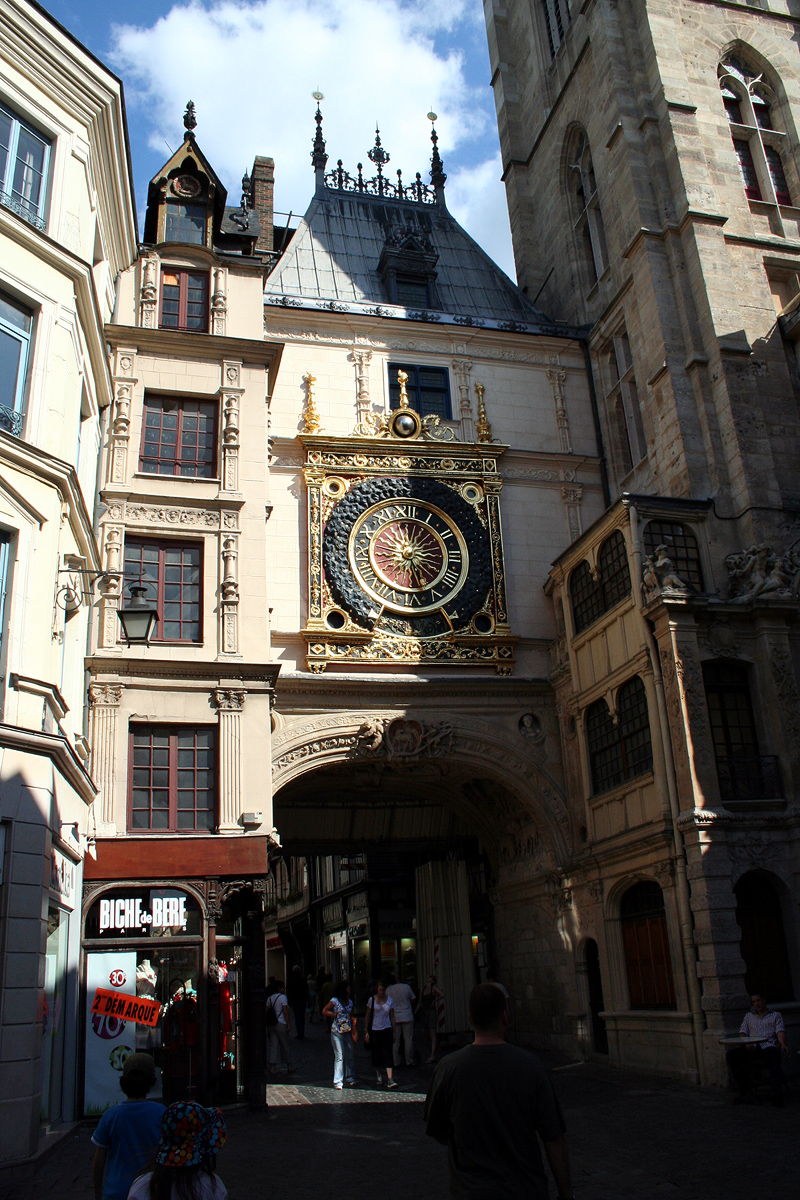
大时钟

大时钟街（rue du Gros-Horloge，有时简称为rue du Gros）是法国鲁昂市中心一条古老的街道，开辟于1527年，跨老集市（Vieux-Marché）和主教座堂（Cathédrale）两区，东起鲁昂主教座堂前的主教座堂广场（Place de la Cathédrale），西到老集市广场（Place du Vieux-Marché），在大时钟西面与贞德街（rue Jeanne-d'Arc）交汇。
大时钟街上有许多木桁架房屋，其中有些是悬臂式的。其中有三座最有可能是1431年圣女贞德被处死前关押的地点。街上还有鲁昂最著名的古迹之一：大时钟。 
大时钟街是法国最古老的步行街（1971），也是鲁昂最繁忙的街道之一，具有历史的氛围，还有一些名店。 
49°26′30″N 1°05′28″E / 49.4415721°N 1.0911632°E